# Pasar Puntung
Pasar Puntung is een bestuurslaag in het regentschap Aceh Tenggara van de provincie Atjeh, Indonesië. Pasar Puntung telt 495 inwoners (volkstelling 2010).